# Tubiluchus lemburgi
Espèce
Tubiluchus lemburgi est une espèce de priapuliens de la famille des Tubiluchidae.

## Distribution
Cette espèce meiobenthique est endémique de Tenerife aux îles Canaries en Espagne. Elle se rencontre dans l'océan Atlantique.

## Étymologie
Cette espèce est nommée en l'honneur de Christian Lemburg.

## Publication originale
- Schmidt-Rhaesa, Rothe & Martínez, 2013 : Tubiluchus lemburgi, a new species of meiobenthic Priapulida. Zoologischer Anzeiger, vol. 253, no 2, p. 158-163.